# Růžová
Růžová (en allemand : Rosendorf ) est une commune du district de Děčín, dans la région d'Ústí nad Labem, en Tchéquie. Sa population s'élevait à 562 habitants en 2021.

## Géographie
Růžová se trouve à 10 km au nord-est de Děčín, à 27 km au nord-est d'Ústí nad Labem et à 86 km au nord de Prague.
La commune est limitée par Hřensko et Janov au nord, par Jetřichovice à l'est, par Srbská Kamenice et Bynovec au sud et par Arnoltice à l'ouest.

## Histoire
La première mention écrite du village date de 1352.

## Patrimoine
- Le moulin hydraulique de Dolský mlýn

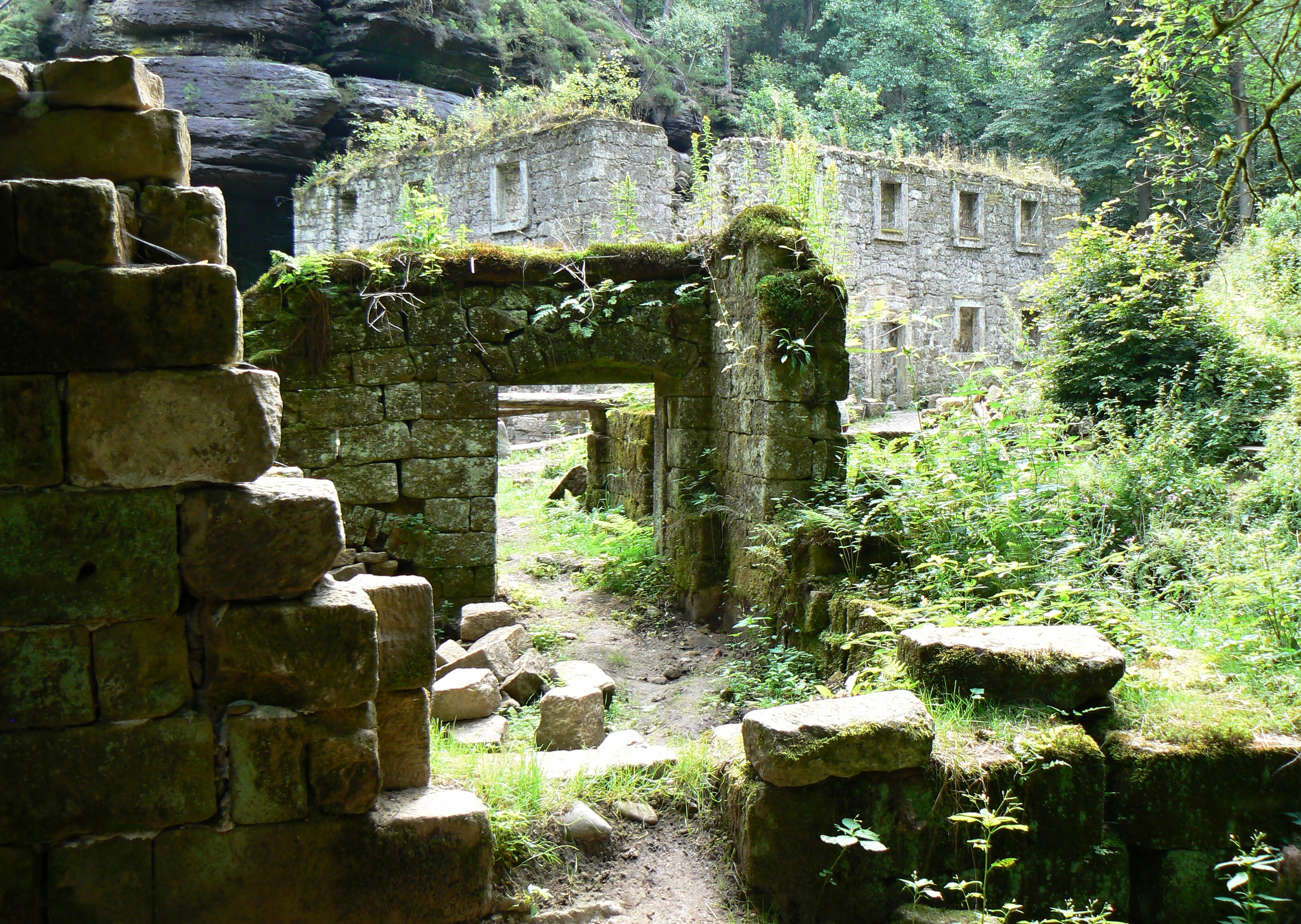
Ruines du moulin hydraulique de Dolský mlýn.
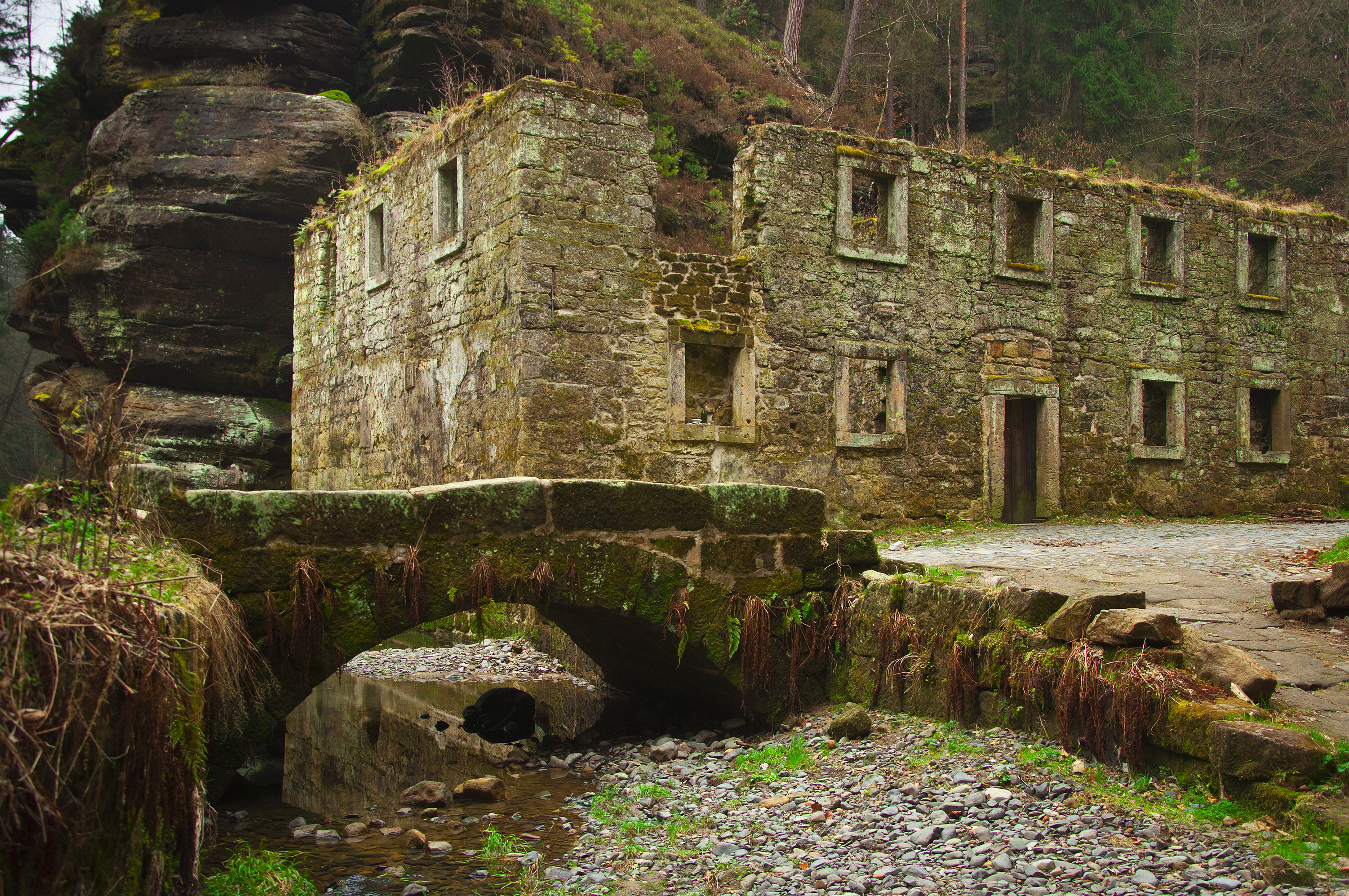
Ruines du moulin hydraulique de Dolský mlýn.

## Administration
La commune se compose de deux quartiers :
- Kamenická Stráň
- Růžová

## Transports
Par la route, Růžová se trouve à 12 km de Děčín, à 38 km d'Ústí nad Labem et à 121 km de Prague.